# Disgaea 2: Cursed Memories
FDisgaea 2: Cursed Memories (魔界戦記ディスガイア2?, Makai Senki Disugaia Tsū, Traduzione in italiano,"Cronache di guerra del mondo dei demoni 2") è un videogioco strategico sviluppato e pubblicato nel 2006 per PlayStation 2 dalla Nippon Ichi Software, seguito di Disgaea: Hour of Darkness, uscito nel 2003.
A differenza del primo titolo, Disgaea 2 è stato sviluppato per DVD-ROM, data la presenza di intermezzi animati.
In Giappone approda per PSP la conversione del gioco, intitolata Disgaea 2: Dark Hero Days in America e, riassuntivamente, Disgaea 2: Portabile in Giappone.

## Trama

### Prologo
Quindici anni prima, un poderoso Signore del Male,  Zenon, apparve su Veldime, maledicendo tutti i popoli del pianeta. Da allora, gli abitanti mutarono in demoni, permanendo in tale forma sino a che la maledizione non si estinguerà. Un giovane, Adell, rimane l'unico a non soffrire gli artifici dell'anatema.
Desideroso di ripristinare la famiglia come un tempo, Adell sfida Zenon. La madre, evocatrice, tenta d'evocarlo, ma la creatura richiamata è la figlia, Rozalin.
Inizia la loro avventura, con Adell obbligato a riportare Rozalin al padre: una volta sconfitto, la maledizione dovrebbe svanire, quindi tutti ritornerebbero umani e contenti come un tempo.

## Personaggi
- Adell (アデル?, Aderu): protagonista di Disgaea 2, è l'unico umano risparmiato dalla maledizione ricaduta su Veldime. Fuggito dalla città, si allena costantemente per anni, alla ricerca di Zenon, per sconfiggerlo. Nessuna sfida o inganno fermerà la sua caparbietà e temerarietà. Amichevole e affabile con chi gli è amico, spietato ma leale con i nemici. Doppiatore: Hikaru Midorikawa (JPN)
- Rozalin (ロザリンド?, Rozarindo): unica figlia dell'Overlord Zenon. Evocata durante un fallito tentativo della madre d'Adell di richiamare l'Overlord, a causa di un contratto stipulato non può abbandonare Adell, quindi è costretta ad aiutarlo e, a sua volta, si lascia aiutare. Rozalin è ignara del mondo, in quanto è stata sempre chiusa nel suo castello e dedita ai libri, sua unica fonte di conoscenza. Data la promessa di Adell nel riportarla a casa a dispetto della sua parentela, durante il viaggio inizia a cambiare interiormente. Doppiatrici: Yukari Tamura (JPN)
- Taro (タロー?, Tarō): fratellino undicenne di Adell. Insieme alla sorella Hanako sono nati demoni a seguito della maledizione ricaduta sui genitori. Ammira Rozalin subito dopo il primo incontro con lei, e con deferenza la chiama "Principessa". Timido ma anche ironico e sarcastico. Non è molto risoluto come gli altri personaggi, tenta comunque di rendersi affidabile. Doppiatore: Hiro Shimono (JPN)
- Hanako (ハナコ?, Hanako): sorella minore di Adell e Taro. Brutto carattere, chiede sempre ad Adell di lasciarla combattere al suo fianco. Benché disprezzata a causa del suo carattere, è un'eccellente cuoca; le pentole sono anche le sue armi. Venera Etna, desiderosa di emularla sino a divenire Overlord, ma molto più sexy di Etna stessa. Doppiatrici: Kaori Mizuhashi (JPN)
- Tink (ティンク?, Tinku): sottoposto dell'Overlord Zenon e amico d'infanzia di Rozalin. Successivamente all'attacco di un misterioso essere avvenuto al castello di Zenon, venne tramutato in rospo. Due sono i suoi alterego: in condizioni normali è blu, cordiale ma codardo; il secondo è rosso, scontroso, disdicevole e perverso, causa problemi ovunque. Doppiatori: Chihiro Suzuki (JPN)
- Fubuki (斧雪?, Fubuki): fratello di Yukimaru. Misterioso ninja inviato per uccidere Zenon e per vendicare il Clan Neve. Abile in molte tecniche, Fubuki è spietato e tenterà in tutti i modi di eliminare Zenon. Doppiatore: Takehito Koyasu (JPN)
- Mom & Dad (ママ?, Mama and パパ, Papa): madre e padre di Adell, Taro e Hanako. La maledizione di Zenon fece comparire sulla fronte della madre un terzo occhio, oltre ad una coda purpurea. Il padre, invece, mutò il colore della pelle in grigio, gli crebbe un corno immenso sulla fronte e, al centro dello stomaco, c'è una sacca il cui interno è vissuto da una creaturina non molto amichevole. Entrambi mantengono sentimenti e riflessioni umane, ma a volte vengono annebbiati dalla maledizione di Zenon. Doppiatori: Eriko Hara (JPN), Rokurō Naya (JPN)
- Zenon (ゼノン?): temuto come Dio dei Signori del Male (魔王神?, Maōshin), riuscì a sconfiggere novantanove suoi rivali ed a ucciderne mille in solo un giorno. A causa dei suoi numerosi avversari, si nasconde e fugge in continuazione. Conosciuto per la sua perfidia è il responsabile della maledizione su Veldime, i cui abitanti vengono trasformati in mostruose creature. Rozalin, sua unica figlia, è sempre da lui viziata. Doppiatori: Norio Wakamoto (JPN)
- Masked Man & Masked Woman (仮面の男?, Kamen no Otoko and 仮面の女, Kamen no Onna): servi di Zenon. Non si conosce nulla di loro, eccetto della loro costanza come servitori del padrone. Vengono inviati da Zenon per cercare la figlia Rozalin ed eliminare eventuali ostacoli. Sconfitti nel castello di Zenon, smascherati, si scopre che sono madre e padre di Adell, assoggettati ad un maleficio. Doppiatori: Junji Majima (JPN); Yuko Sasamoto (JPN)
- Laharl (ラハール?, Rahāru): protagonista del primo Disgaea, è l'attuale Overlord del Mondo Ripudiato, il Makai. Si sente offeso per non esserne più il protagonista. È egoista e arcigno. Viaggia sino a Veldime per convincere Etna ed i suoi Prinny di stare al suo servizio, in modo da tornare protagonista. Doppiatrici: Kaori Mizuhashi (JPN)
- Flonne (フロン?, Furon): terzo protagonista del titolo precedente. A seguito degli eventi che si sono svolti su Celestia, divenne un Angelo Decaduto, sottoposta a Laharl. Dopo la congiura di Etna, rimase fedele al suo signore. Viaggia sino a Veldime nella speranza di non vedere più i due scontrarsi. Come l'Overlord, vuole tornare ad essere protagonista. Doppiatrici: Yuko Sasamoto (JPN)

## Accoglienza
- VG Reviews: 84/100
- GR: 85.5/100
- TTR: 3.5/4
- MG: 87/100
- 1UP: B+
- GN: 8.5/10
- GRadar: 8/10
- GSpot: 8.2/10
- GSpy: 3.5/5
- award1: Miglior gioco di ruolo-strategico per PS2 2006